# Buniewice
Buniewice (niem. Bennewitz, Bünnewitz) – wieś w Polsce położona w województwie zachodniopomorskim, w powiecie kamieńskim, w gminie Kamień Pomorski. Buniewice leżą na Wyspie Chrząszczewskiej, nad cieśniną Dziwną. 
Przy południowej części wsi znajduje się wzniesienie Wyżawa. Na jej północno-wschodnich stokach, na wschód od wsi, znajdowała się kopalnia kredy a po zachodniej stronie Buniewic zlokalizowana była wytwórnia cementu z własnym basenem połączonym z wodami Dziwny. 
W Buniewicach znajdował się zakład karny (oddział zewnętrzny Aresztu Śledczego w Kamieniu Pomorskim) zlikwidowany 31 marca 2018.
W latach 1954–1959 w granicach miasta Kamienia Pomorskiego.
W latach 1975–1998 miejscowość administracyjnie należała do województwa szczecińskiego.
Według danych z 1 stycznia 2011 roku wieś liczyła 162 mieszkańców. 

## Przypisy

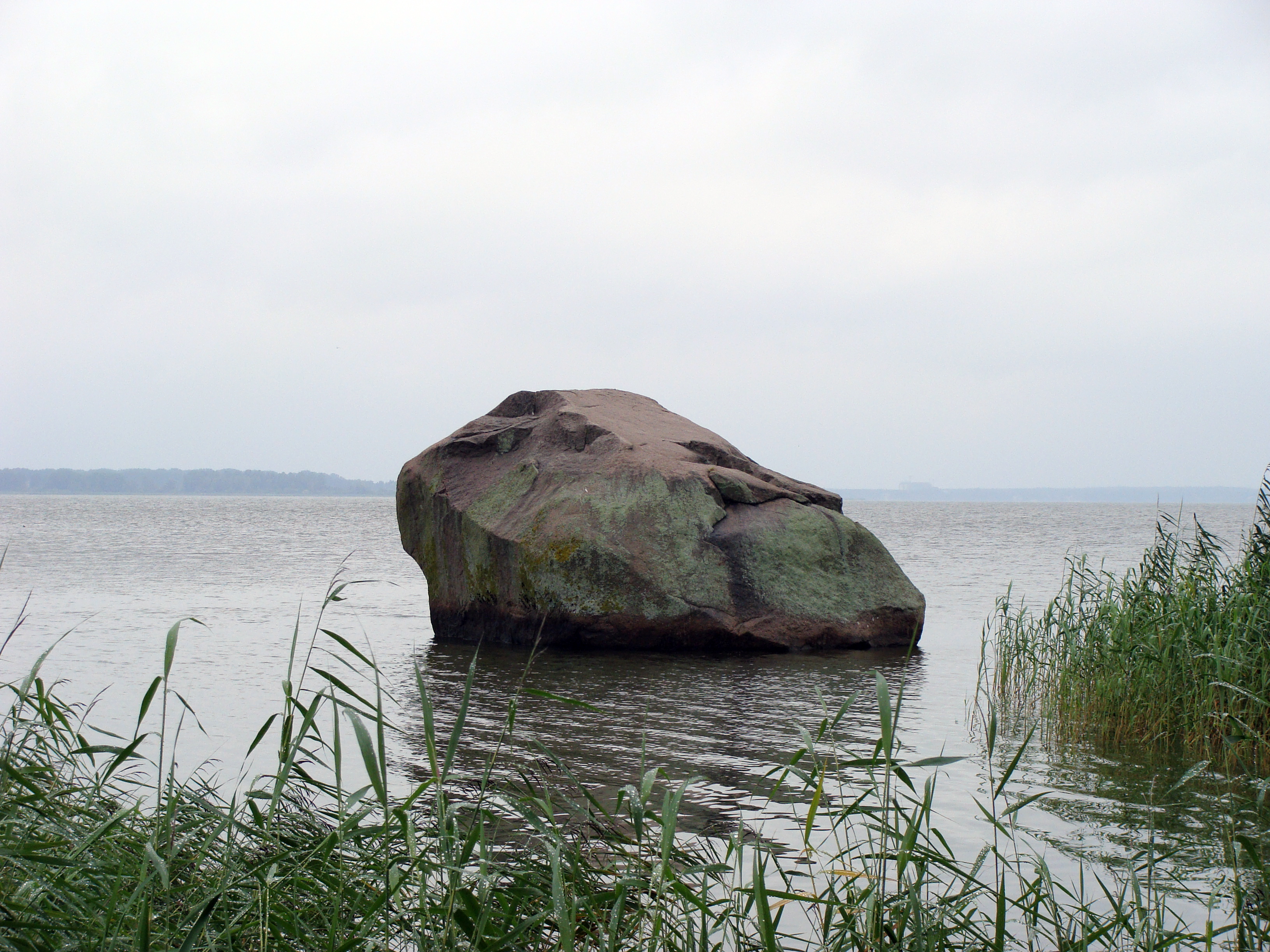
Głaz Królewski znajdujący się na północ od wsi Buniewice

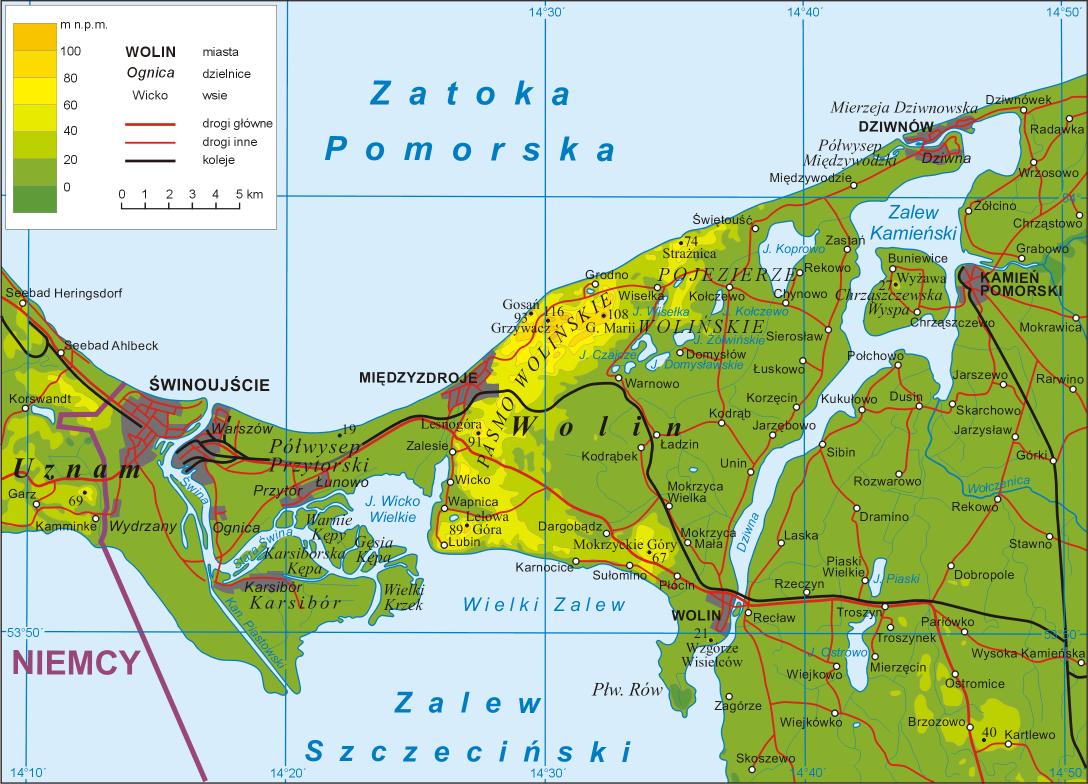
Mapa wyspy Wolin z zaznaczonymi Buniewicami